# Gianluca Vialli
Gianluca Vialli (* 9. července 1964 Cremona, Itálie – 6. ledna 2023) byl italský fotbalový útočník a trenér. 
Odborníci ho řadí mezi nejlepší útočníky 80. a 90. let 20. století a spadá do úzkého okruhu hráčů, kteří vyhráli všechny tři hlavní klubové soutěže UEFA, což je mezi útočníky jedinečné. Byl nejlepším střelcem na ME U21 1986, Italského poháru (1988/89), ve kterém se 13 góly vytvořil absolutní rekord, také v poháru PVP (1989/90) a v lize (1990/91).
V letech 1985 až 1992 odehrál 59 utkání za národní tým a byl na dvou mistrovstvích světa (1986 a 1990) a na jednom mistrovství Evropy (ME 1988). Také se před tím zúčastnil dvou ME do 21 let (1984 a 1986).
Několikrát byl kandidátem na Zlatý míč. Nejlepšího umístění dosáhl v letech 1988 a 1991, kdy obsadil 7. místo. V roce 2015 byl uveden do síně slávy italského fotbalu.

## Osobní život
Narodil se v Cremoně, po fotbalové kariéře se usadil v Londýně. 
V roce 2003 se oženil s Cathryn Whiteovou-Cooperovou a měli spolu dvě dcery. V roce 2018 oznámil, že úspěšně překonal rakovinu slinivky. Od roku 2019 byl vedoucím delegace reprezentace. V prosinci 2021 nicméně zveřejnil, že se mu rakovina vrátila a 6. ledna 2023 zemřel ve věku 58 let.

## Klubová kariéra

### Cremonese
Jeho prvním klubem byl Pizzighettone, a to do roku 1978, kdy jej koupilo Cremonese. První zápas mezi dospělými odehrál v sezoně 1980/81 ve třetí lize. Klub postoupil o ligu výše a on začal nastupovat častěji. Sezona 1983/84 byla jeho poslední v Cremoně, během ní pomohl klubu k postupu do Serie A. Celkem za klub odehrál 113 utkání a vstřelil 25 branek.

### Sampdoria
V létě 1984 byl vyměněn do Sampdorie za Alviera Chiorriho. První trofej získal v první sezoně, a to Italský pohár 1984/85. V prvním ze dvou let podával slabší výkony, ale po příchodu nového trenéra Boškova se přesunul z postu křídelního útočníka na středního a spolu s kolegou v útoku Mancinim vytvořil výtečné duo. Svými góly přispěl k vítězství Sampdorie ve dvou italských pohárech (1987/88, 1988/89). Také získal první evropskou trofej, a to pohár PVP (1989/90). 
To už jej lákal klub Milán, ale ani částka 20 miliard lir jej nepřemluvila k odchodu. Spolu se spoluhráči Mancinim a Vierchowodem uzavřeli tzv. železný pakt, že neopustí klub, dokud nevyhrají titul v lize. To se jim povedlo v sezoně 1990/91, ve které vstřelil 19 branek a získal titul nejlepšího střelce. V následující sezoně Sampdoria titul neobhájila, skončila až na 6. místě. Zároveň ale prvně hrála pohár mistrů, postoupila do finále, kde ale po dlouhém boji prohrála v prodloužení 0:1 s Barcelonou. Finále poháru mistrů bylo jeho poslední zápas odehraný v dresu Sampdorie, za kterou celkem odehrál 328 utkání a vstřelil 141 branek.

### Juventus
Po sezoně 1991/92 se rozhodl přestoupit do Juventusu, který za něj vedle finanční náhrady uvolnil do Sampdorie čtyři hráče (Maura Bertarelliho, Eugenia Coriniho, Micheleho Serenu a Nicolu Zaniniho). Celková přestupová částka dosáhla 40 miliard lir, což byl nejdražší přestup na světě té doby. V klubu se Vialli setkal s Robertem Baggiem, se kterým vytvořil úspěšnou útočnou dvojici. Zároveň ale nastaly první neshody s trenérem Giovannim Trapattonim, navzdory tomu, že Juventus vyhrál Pohár UEFA. V následující sezoně byl Vialli často zraněný a nastoupil jen do 12 utkání. 
Pro sezonu 1994/95 převzal Juventus nový trenér Marcello Lippi, který z Vialliho udělal opěrný bod útoku. Juventus získal titul v lize (1994/95) a hrál finále poháru Poháru UEFA, které prohrál. V další sezoně se stal Vialli kapitánem mužstva, protože Baggio odešel do AC Milán. V útoku Vialli si nově rozuměl s Alessandrem Del Pierem a Fabriziem Ravanellim. Juventus s novou útočnou sestavou nejprve vyhrál italský superpohár a na konci sezony získal nejcennější evropskou trofej, když ve finále Ligy mistrů porazit Ajax. Následně se Vialli po 145 utkání a 53 brankách v dresu bianconeri rozhodl neprodloužit smlouvu.

### Chelsea
Díky Bosmanovu pravidlu odešel zadarmo do anglické Chelsea. V prvním roce získal anglický pohár, což byla po více než čtvrt století první trofej klubu. V následujícím roce hrozilo, že Vialliho působení v Chelsea skončí kvůli špatným vztahům s manažerem Ruudem Gullitem. NIcméně majitel klubu Ken Bates Vialliho podpořil a zaměstnal ho i jako trenéra. Ve dvojroli hráč-trenér získal Vialli tři trofeje: ligový pohár, pohár vítězů pohárů a evropský superpohár. Poslední hráčskou sezonu odehrál Vialli v roce 1998/99 a následně se po celkem odehraných 657 utkáních, ve kterých vstřelil 259 branek, rozhodl, že se bude již věnovat jen trenérské profesi. Na lavičce Chelsea ale zůstal už jen jednu sezonu, následně krátce vedl Watford a pak se stal spolukomentátorem italské televize Sky Italia nebo britské BBC.

### Hráčská statistika
| Sezóna  | Klub      | Liga           | Liga   | Liga | Ligové poháry | Ligové poháry | Ligové poháry | Kontinentální poháry | Kontinentální poháry | Kontinentální poháry | Celkem | Celkem |
| Sezóna  | Klub      | Soutěž         | Zápasy | Góly | Soutěž        | Zápasy        | Góly          | Soutěž               | Zápasy               | Góly                 | Zápasy | Góly   |
| ------- | --------- | -------------- | ------ | ---- | ------------- | ------------- | ------------- | -------------------- | -------------------- | -------------------- | ------ | ------ |
| 1980/81 | Cremonese | Serie C1       | 2      | 0    | IP            | 0             | 0             | -                    | 0                    | 0                    | 2      | 0      |
| 1981/82 | Cremonese | Serie B        | 31     | 5    | IP            | 1             | 0             | -                    | 0                    | 0                    | 32     | 5      |
| 1982/83 | Cremonese | Serie B        | 35     | 8    | IP            | 2             | 0             | -                    | 0                    | 0                    | 37     | 8      |
| 1983/84 | Cremonese | Serie B        | 37     | 10   | IP            | 5             | 2             | -                    | 0                    | 0                    | 42     | 12     |
| 1984/85 | Sampdoria | Serie A        | 28     | 3    | IP            | 13            | 6             | -                    | 0                    | 0                    | 41     | 9      |
| 1985/86 | Sampdoria | Serie A        | 28     | 6    | IP            | 7             | 2             | PVP                  | 4                    | 0                    | 39     | 8      |
| 1986/87 | Sampdoria | Serie A        | 29     | 12   | IP            | 5             | 4             | -                    | 0                    | 0                    | 34     | 16     |
| 1987/88 | Sampdoria | Serie A        | 30     | 10   | IP            | 13            | 3             | -                    | 0                    | 0                    | 43     | 13     |
| 1988/89 | Sampdoria | Serie A        | 30     | 14   | IP+IS         | 14+1          | 13+1          | PVP                  | 7                    | 5                    | 52     | 33     |
| 1989/90 | Sampdoria | Serie A        | 22     | 10   | IP+IS         | 2+1           | 2+0           | PVP                  | 8                    | 7                    | 33     | 19     |
| 1990/91 | Sampdoria | Serie A        | 26     | 19   | IP            | 7             | 3             | PVP+ES               | 3+1                  | 1+0                  | 37     | 23     |
| 1991/92 | Sampdoria | Serie A        | 31     | 11   | IP+IS         | 6+1           | 3+0           | LM                   | 11                   | 6                    | 49     | 20     |
| 1992/93 | Juventus  | Serie A        | 32     | 6    | IP            | 7             | 2             | UEFA                 | 10                   | 5                    | 49     | 13     |
| 1993/94 | Juventus  | Serie A        | 10     | 4    | IP            | 0             | 0             | UEFA                 | 2                    | 0                    | 12     | 4      |
| 1994/95 | Juventus  | Serie A        | 30     | 17   | IP            | 7             | 3             | UEFA                 | 9                    | 2                    | 46     | 22     |
| 1995/96 | Juventus  | Serie A        | 30     | 11   | IP+IS         | 0+1           | 0+1           | LM                   | 7                    | 2                    | 38     | 14     |
| 1996/97 | Chelsea   | Premier League | 28     | 9    | AP+ALP        | 1+0           | 2+0           | -                    | 0                    | 0                    | 29     | 11     |
| 1997/98 | Chelsea   | Premier League | 21     | 11   | AP+ALP+AS     | 1+0+1         | 2+0+0         | PVP                  | 8                    | 6                    | 31     | 19     |
| 1998/99 | Chelsea   | Premier League | 9      | 1    | AP+ALP        | 3+5           | 2+6           | PVP                  | 1                    | 1                    | 18     | 10     |
| Celkem  | Celkem    | Celkem         | 488    | 167  | -             | 99            | 56            | -                    | 70                   | 36                   | 657    | 259    |

## Reprezentační kariéra
Za reprezentaci odehrál 59 utkání a vstřelil 16 branek. První utkání odehrál v 21 letech 16. listopadu 1985 proti Polsku (0:1). Poté jej trenér povolal na MS 1986. Zasáhl sice do všech čtyř utkání, ale odehrál pouze pár minut jako náhradník. Nový trenér Azeglio Vicini jej stavěl na pozici útočníka vedle Alessandra Altobelliho. První branku vstřelil 24. ledna 1987 proti Maltě (5:0).
Na ME 1988 získal bronz, když nastoupil do všech čtyř zápasů a ve skupině dal vítězný gól v utkání proti Španělsku. Na šampionátu byl vyhlášen členem all star týmu.
První utkání s kapitánskou páskou odehrál 26. dubna 1989 proti Maďarsku (4:0).
Na domácím MS 1990 se předpokládalo, že bude jedním z tahounů italské reprezentace, nicméně ze základní sestavy ho vytlačil nejlepší střelec šampionátu Salvatore Schillaci. Vialli odehrál první dva zápasy v základní sestavě, ale pak nastupoval jako střídající hráč a vrátil se až v prohraném semifinále proti Argentině. Na bronzové medaili se podílel dvěma asistencemi.
V roce 1991 se stal novým trenérem národního týmu Arrigo Sacchi a ten jej na úkor mladších nepovolával často. Se Sacchim si Vialli nerozuměl, k jeho konci za italskou reprezentaci měl přispět i kanadský žertík, který měl na Sacchiho nastrojit. Naposledy Vialli nastoupil v italském dresu 19. prosince 1992 proti Maltě (2:1).

### Statistika na velkých turnajích
| Reprezentace | Rok     | Zápasy               | Zápasy | Zápasy      | Zápasy           | Zápasy           | Zápasy            |
| Reprezentace | Rok     | Fáze turnaje         | Datum  | Soupeř      | Odehraných minut | Vstřelené branky | Výsledek          |
| ------------ | ------- | -------------------- | ------ | ----------- | ---------------- | ---------------- | ----------------- |
| Itálie       | MS 1986 | 1 zápas ve skupině A | 31. 5. | Bulharsko   | 25               | 0                | 1:1               |
| Itálie       | MS 1986 | 2 zápas ve skupině A | 5. 6.  | Argentina   | 26               | 0                | 1:1               |
| Itálie       | MS 1986 | 3 zápas ve skupině A | 10. 6. | Jižní Korea | 2                | 0                | 3:2               |
| Itálie       | MS 1986 | čtvrtfinále          | 17. 6. | Francie     | 33               | 0                | 0:2               |
| Itálie       | ME 1988 | 1 zápas ve skupině   | 10. 6. | NSR         | 89               | 0                | 1:1               |
| Itálie       | ME 1988 | 2 zápas ve skupině   | 14. 6. | Španělsko   | 89               | 1                | 1:0               |
| Itálie       | ME 1988 | 3 zápas ve skupině   | 17. 6. | Dánsko      | 90               | 0                | 2:0               |
| Itálie       | ME 1988 | Semifinále           | 22. 6. | SSSR        | 90               | 0                | 0:2               |
| Itálie       | MS 1990 | 1 zápas ve skupině   | 9. 6.  | Rakousko    | 90               | 0                | 1:0               |
| Itálie       | MS 1990 | 2 zápas ve skupině   | 14. 6. | USA         | 90               | 0                | 1:0               |
| Itálie       | MS 1990 | Semifinále           | 3. 7.  | Argentina   | 70               | 0                | 1:1 (3:4) na pen. |

## Trenérská kariéra
Dne 12. února 1998 se stal hrajícím trenérem anglického klubu Chelsea. Získal tři trofeje: Anglický ligový pohár, pohár vítězů pohárů a evropský superpohár. V lize dosáhl 4. místa v sezoně 1997/98 a 3. místa v sezoně 1998/99. V následující sezoně klub hrál Ligu mistrů a došel do čtvrtfinále. Nakonec sezonu ukončil ziskem anglického poháru. Novou sezonu 2000/01 zahájila Chelsea vítězstvím v anglickém superpoháru, což byla pátá trofej za tři roky. Vialliho angažmá skončilo 12. září 2000, když ho klub po pěti porážkách v lize propustil.
Na jaře 2001 přijal nabídku Watfordu, který hrál druhou ligu. V sezoně 2001/02 dosáhl 14. místa a vedení klubu ho propustilo.

## Hráčské úspěchy

### Klubové
- 2× vítěz italské ligy (1990/91, 1994/95)
- 4× vítěz italského poháru (1984/85, 1987/88, 1988/89, 1994/95)
- 1× vítěz anglického poháru (1996/97)
- 2× vítěz italského superpoháru (1991, 1995)
- 1× vítěz anglického ligového poháru (1997/98)
- 1× vítěz Ligy mistrů (1995/96)
- 1× vítěz Poháru UEFA (1992/93)
- 2× vítěz Poháru PVP (1989/90, 1997/98)
- 1× vítěz evropského superpoháru (1998)

### Reprezentační
- 2× na MS (1986, 1990 – bronz)
- 1× na ME (1988 – bronz)
- 2× na ME 21 (1984 – bronz, 1986 – stříbro)

### Individuální
- 1× nejlepší střelec italské ligy (1990/91)
- 1× nejlepší střelec Poháru PVP (1989/90)
- 1× nejlepší střelec na ME 21 (1986)
- 1x All Stars Team na ME (1988)
- 1× Nejlepší hráč světa podle časopisu World Soccer (1995)
- člen síně slávy italského fotbalu (2015)

## Trenérské úspěchy

### Klubové
- 1× vítěz anglického ligového poháru (1997/98)
- 1× vítěz anglického poháru (1996/97)
- 1× vítěz anglického superpoháru (2000)
- 1× vítěz Poháru PVP (1997/98)
- 1× vítěz evropského superpoháru (1998)

### Vyznamenání
Řád zásluh o Italskou republiku (1991)
 Řád zásluh o Italskou republiku (2021)